# Федотов-Чеховский, Александр Алексеевич
Александр Алексеевич Федотов-Чеховский (1806—1892) — доктор законоведения, ординарный профессор и декан юридического факультета киевского Императорского университета Св. Владимира, статский советник.

## Биография
Родился 1 (13) января 1806 года  в Таганроге, где священствовал в то время его отец — придворный протоиерей и духовник императора Александра I. В 1829 году после окончания  Санкт-Петербургской духовной академии был причислен по Высочайшему повелению во второе отделение Собственной Его Императорского Величества канцелярии «для образования в законоведении»; в 1831 году отправлен на стажировку в Берлинский университет. После возвращения в Россию в 1834 году был временно записан в штат служащих канцелярии.
В 1835 году после получения степени доктора законоведения в Императорском Санкт-Петербургском университете был определен преподавателем римского права в Императорский Харьковский университет; 14 сентября 1837 году был утвержден экстраординарным профессором по кафедре римского законодательства. Перемещён на должность ординарного профессора по одноимённой кафедре в Императорский университет Св. Владимира в 1838 году; переведён на кафедру русских гражданских законов в 1842 году. Был деканом юридического факультета в 1840—1841 и 1848—1849 годах. Цензор киевского цензурного комитета (1839—1851); работая в этой должности он стал первым, кто допустил в печать работу Н. Ф. Левицкого, которая однако не была напечатана «за невозможностью найти издателя».
Кроме лекций по занимаемой кафедре, преподавал международное право, а также межевые законы в училище землемеров, находившимся при 1-й киевской гимназии. Написал несколько ученых работ и издал 2 тома «Актов, относящихся до гражданской расправы древней России» (1860—1862). Много трудился над изучением древних актов и документов, хранящихся в центральном архиве, находящемся в университете св. Владимира, в особенности был занят подробным разбором городских и земских книг Владимира-Волынского и извлек из них более ста гражданских и уголовных актов XVI века.
Произведён в статские советники (1846). За выслугой 30 лет вышел в отставку в 1861 году. Умер 1 (13) июля 1892 года в Киеве.
Награждён:
- Орден Святой Анны 3-й степени (1840)
- Орден Святой Анны 2-й степени (1845); императорская корона к ордену (1856)
- Знак отличия за 25 лет беспорочной службы[2].